# Liste des horloges astronomiques de Belgique
Cet article recense les horloges astronomiques de Belgique.

## Liste
| Édifice                                                               | Localité    | Province | Date      | Notes          | Coordonnées                      | Illus. |
| --------------------------------------------------------------------- | ----------- | -------- | --------- | -------------- | -------------------------------- | ------ |
| Tour Zimmer                                                           | Lierre      | Anvers   | 1930      |                | 51° 07′ 45″ nord, 4° 34′ 12″ est |        |
| Hôtel de ville                                                        | Mons        | Hainaut  |           |                | 50° 27′ 18″ nord, 3° 57′ 08″ est |        |
| Musée Festraets du béguinage Sainte-Agnès et son Horloge astronomique | Saint-Trond | Limbourg | 1937–1942 |                | 50° 49′ 17″ nord, 5° 11′ 36″ est |        |
| Horloge astronomique                                                  | Senzeilles  | Namur    | 1912      | Meuble-horloge | 50° 10′ 38″ nord, 4° 27′ 31″ est |        |